# Fernando Vidal Leite Ribeiro
Fernando Vidal Leite Ribeiro, primeiro e único barão de Santa Margarida (Juiz de Fora, 24 de Julho de 1865 — Rio de Janeiro, 15 de Junho de 1936) foi um financista, militar, socialite e filantropo brasileiro.
Filho do barão de Itamarandiba, casou-se, em 1884, com Margarida de Castro, com quem teve dez filhos. Foi secretário da junta administrativa da Caixa Econômica Federal e Monte de Socorro, no Rio de Janeiro. 
Foi agraciado barão, em 21 de Julho de 1887, sendo um dos mais jovens titulares do império. Aos vinte e cinco anos de idade foi nomeado tenente-coronel da Guarda Nacional e comandante do 4º Batalhão de Infantaria da Capital Federal, com patente assinada pelo marechal Deodoro da Fonseca.
Herdeiro de apreciáveis recursos financeiros, teve consideráveis perdas com a crise financeira do início da República, principalmente com a quebra do Banco do Brasil em 1901. Em 1912, passou a fazer parte do conselho da Caixa Econômica do Estado do Rio de Janeiro.
Considerado o homem que mais deu festas no Rio de Janeiro e em Petrópolis, nos seus últimos anos de vida trocou o luxo dos salões pelo auxílio anônimo em hospitais. Foi mordomo da tesouraria da Santa Casa de Misericórdia do Rio de Janeiro e mais tarde fundou o Hospital Infantil de São Zacarias.
Enquanto presidente dos Clube dos Díários do Rio, anexou o Cassino Fluminense,  se transformando no Automóvel Clube do Brasil.